# Sentiero Rilke
Il sentiero Rilke (in sloveno Rilkejeva pot) è una passeggiata panoramica che costeggia la Riserva naturale delle Falesie di Duino.

## Storia
Rimasto a lungo in abbandono, è stato ripristinato nel 1987 dopo un lungo lavoro di recupero curato dall'amministrazione provinciale di Trieste e dalla municipalità di Duino-Aurisina.
L'area, pur essendo stata recuperata e resa accessibile interamente con fondi pubblici, è rimasta di proprietà della famiglia Torre e Tasso, che allo scadere della concessione il 15 aprile 2013 ha deciso di impedirne l'accesso a residenti e turisti sino a fine 2015. 
Nel dicembre del 2015, il tratto principale della passeggiata a ridosso delle Falesie di Duino e circa 30 ettari di bosco che sono parte della Riserva naturale delle Falesie di Duino, sono stati acquistati dalla società Baia Silvella Spa. Il sentiero si completa con tre piccoli tratti che appartengono alla Regione Friuli Venezia Giulia, al Comune di Duino Aurisina e al Camping Village Mare Pineta. La Baia Silvella Spa è una holding italiana con sede a Salò (BS) che controlla Baia Holiday Srl, proprietaria di vari villaggi turistici e alberghi sia all'estero che in Italia, tra i quali il Camping Village Mare Pineta. Proprio la presenza nel portafoglio societario di quest'ultima struttura ha stimolato all'acquisto l'imprenditore bresciano Mario Vezzola. "Appena mi è stata proposta questa operazione - ha dichiarato Vezzola - ho colto subito l'opportunità di fare un buon investimento. Il Sentiero Rilke e la Riserva che lo circondano, possono diventare un forte richiamo per i turisti che già frequentano Mare Pineta che sono per oltre il 50% di lingua tedesca. Si tratta di un sentiero storico, capace di suscitare forti emozioni, inserito in un contesto paesaggistico con panorami straordinari. A farmi decidere è stato anche l'ottimo approccio che ho avuto con il principe Carlo Alessandro della Torre e Tasso - conclude Vezzola - con il quale abbiamo rapidamente trovato un accordo". 
Attualmente il sentiero è interamente aperto e percorribile (anno 2022).
Tristemente, il Sentiero Rilke è stato nel corso degli anni anche teatro di vari suicidi.

## Caratteristiche
Il sentiero Rilke congiunge le località di Duino e Sistiana, entrambe nel territorio del comune di Duino-Aurisina, in provincia di Trieste, ed è intitolato a Rainer Maria Rilke. Il poeta praghese vi trovò ispirazione per le sue Elegie duinesi al tempo in cui visse, ai primi del Novecento, ospite del castello dei principi Thurn und Taxis (Torre e Tasso).

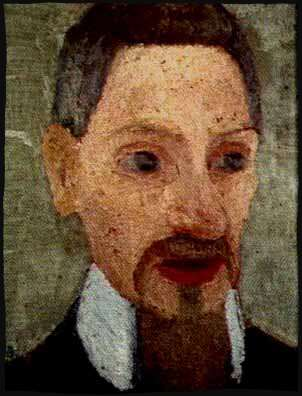
Rainer Maria Rilke in un ritratto di Paula Modersohn-Becker

Offre, nel suo sviluppo, la possibilità di osservare da vicino il carsismo con tre punti panoramici di osservazione - allestiti in corrispondenza di quelle che durante la seconda guerra mondiale erano postazioni della contraerea - sulle falesie dell'Altopiano Carsico che precipitano a picco nel mare dell'Alto Adriatico e sulla flora e fauna tipici della zona.
Il percorso - di non facile percorribilità - prende avvio in direzione est-ovest dal campeggio situato lungo la strada statale 14 della Venezia Giulia nei pressi dell'Ufficio turistico di Sistiana, per terminare a Duino in prossimità del castello e del Collegio del Mondo Unito. L'accesso alla zona, di proprietà del principe di Duino, è stato chiuso al pubblico dal 15 aprile 2013 e riaperto nel 2015.
Nella sua interezza, questa sorta di terrazza naturale protetta da ringhiere in legno si snoda per una lunghezza di oltre due chilometri. Il sentiero è praticabile in un breve lasso di tempo e, nella parte finale, anche con un ridotto tratto disponibile per portatori di handicap.
A metà percorso, nel punto di maggiore altitudine, il tracciato abbandona il ciglione roccioso per addentrarsi nel vicino bosco a pineta, per poi tornare nuovamente sulla linea che costeggia il mare.

## Galleria d'immagini

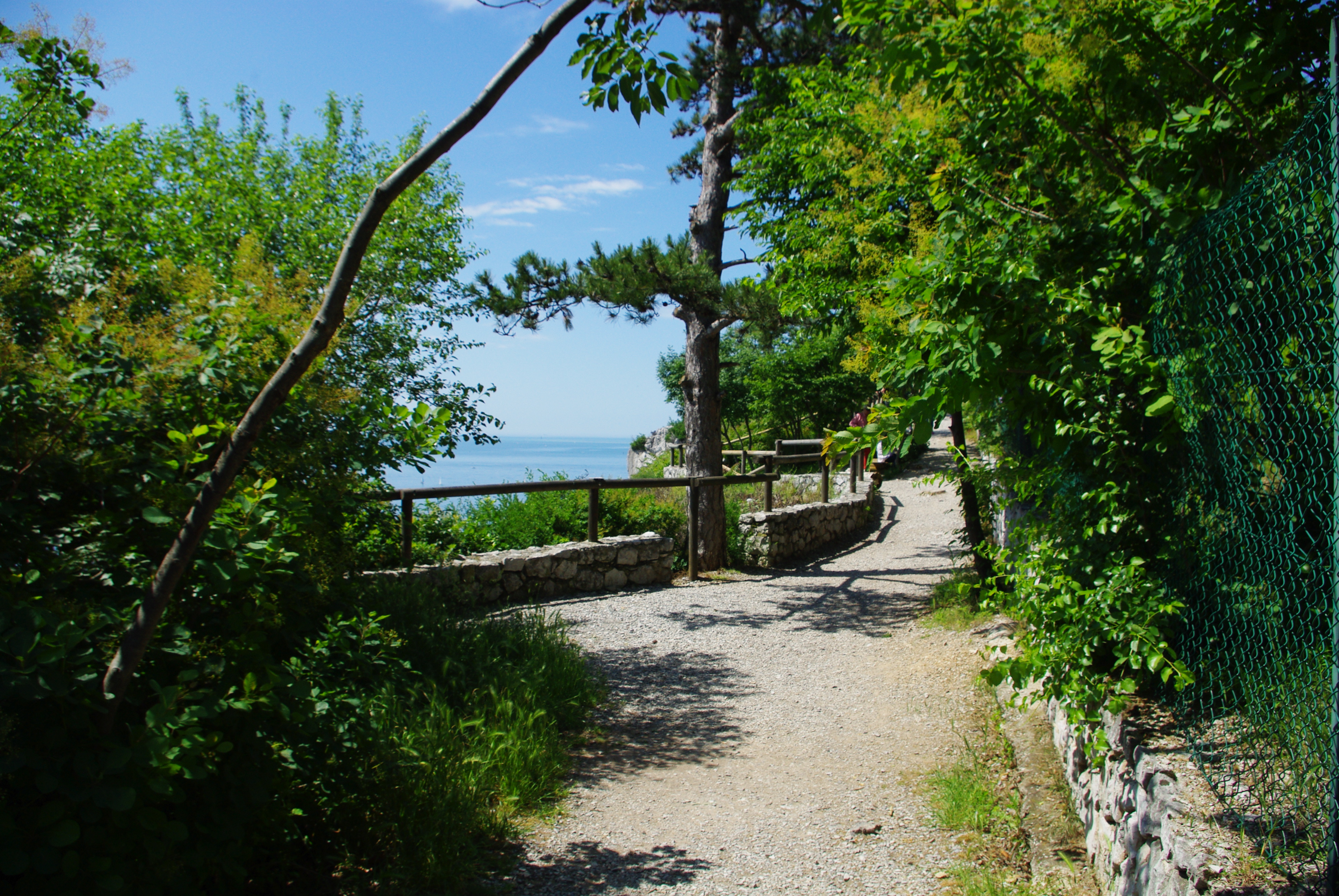
Il sentiero Rilke
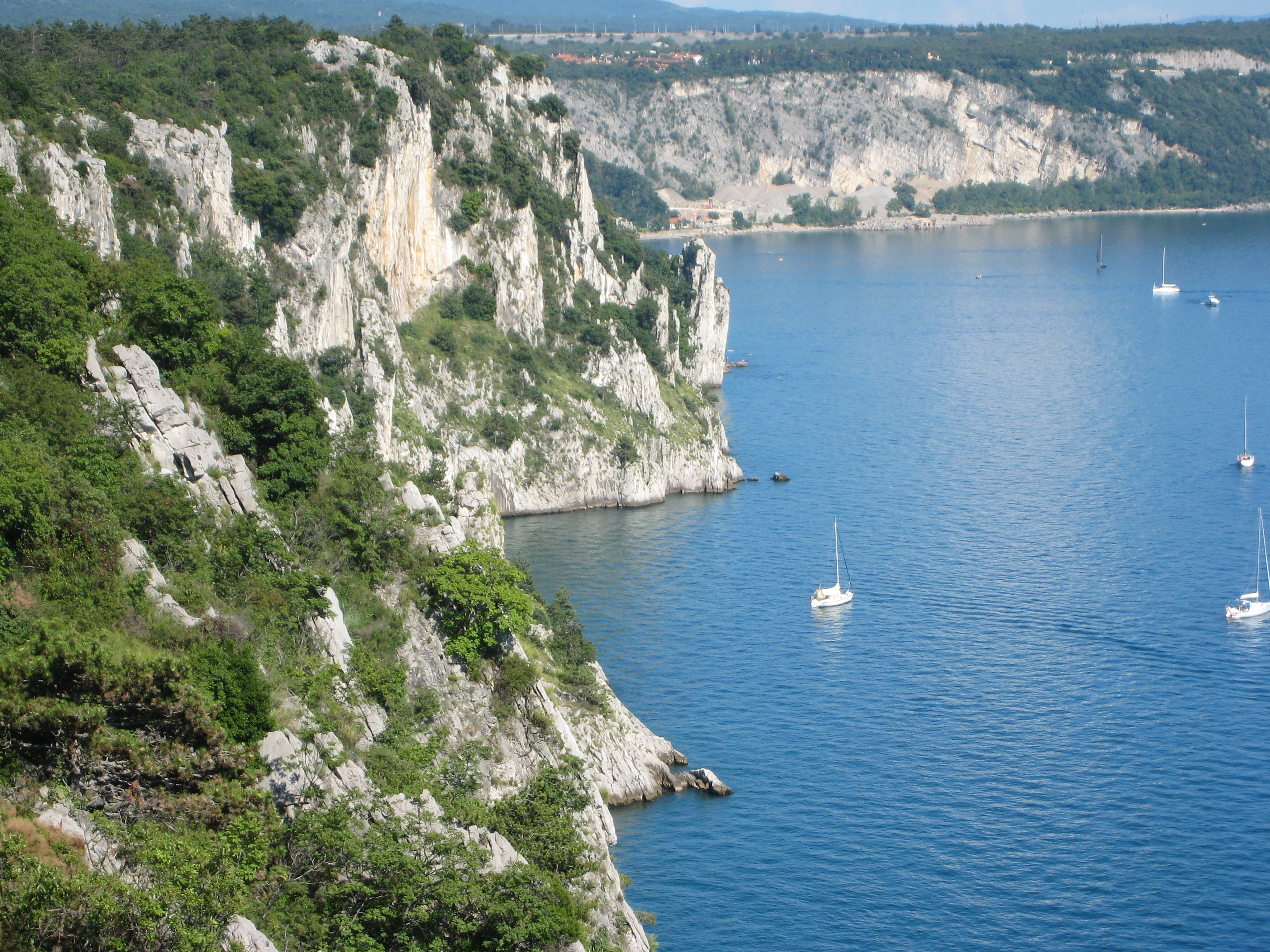
Vista sulle falesie dal sentiero Rilke
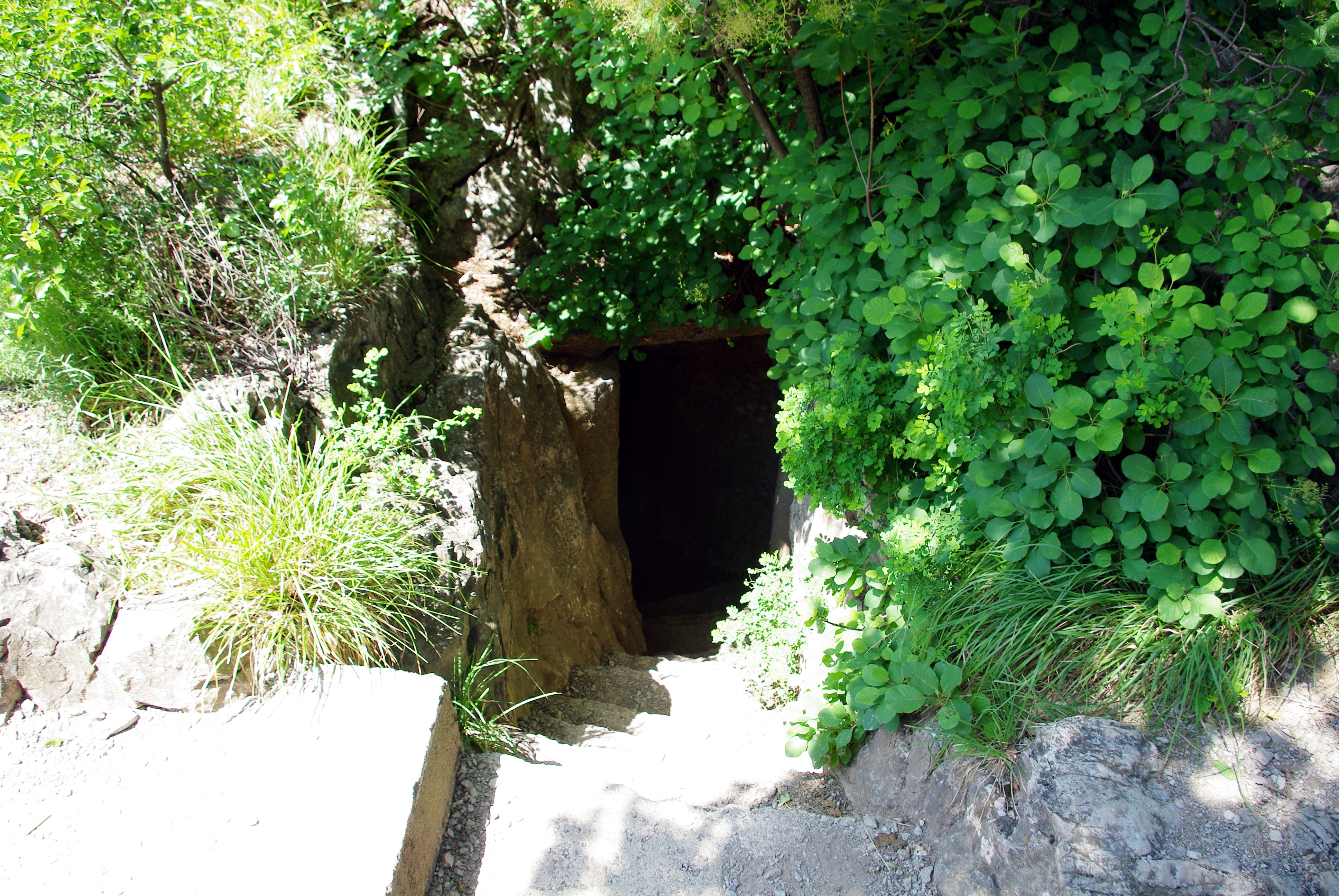
L'ingresso al bunker
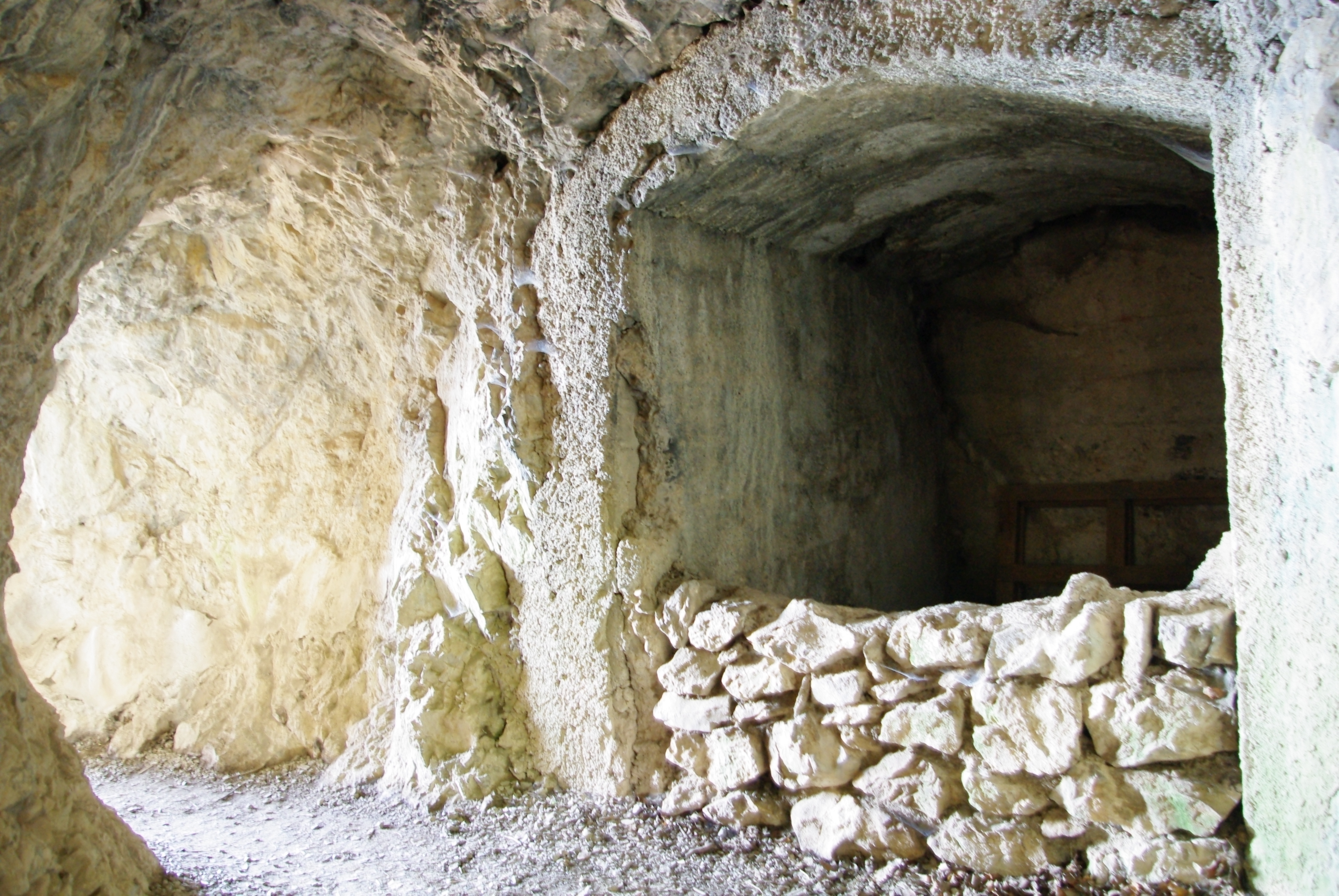
Dentro il bunker